# Dan Dickau
Daniel David « Dan » Dickau, né le 16 septembre 1978 à Portland (Oregon), aux États-Unis, est un joueur de basket-ball américain. Il évolue au poste de meneur.